# イルガチェフェ郡

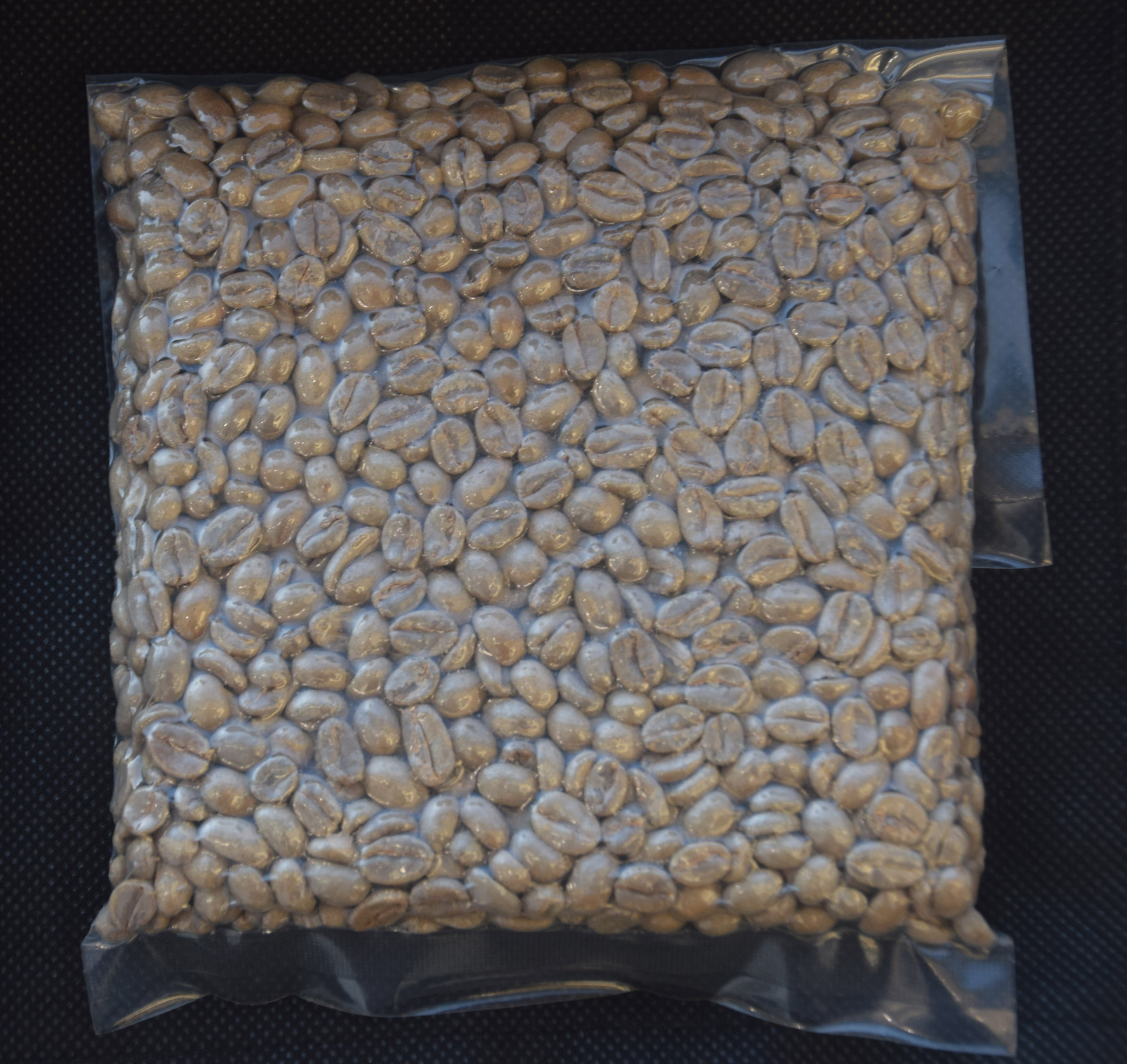
日本でも流通しているイルガチェフェ・コーヒー豆

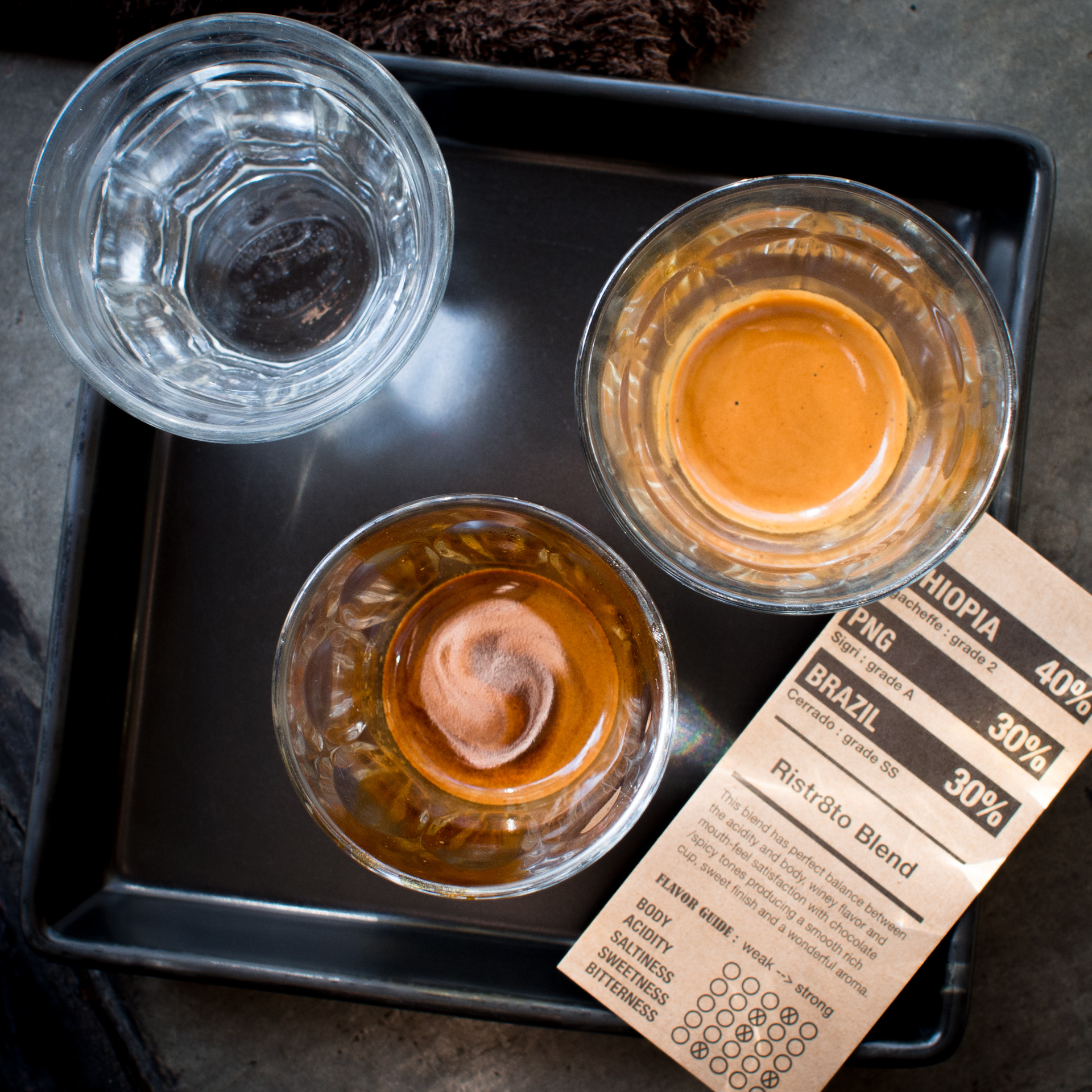
タイ王国チェンマイで見かけるこのコーヒーは、イルガチェフェ・コーヒーも含んでいる。

イルガチェフェ郡（イルガチェフェぐん、英語: Yirgachefe or Irgachefe）は、エチオピアの南エチオピア州ゲデオ県にある郡（woreda）で、中心の町は同名のイルガチェフェ（Yirgachefe）である。
面積は266平方キロメートル、人口は28万人（2023年推計）。宗教的には大部分（66％）がおもに海外宣教師によるプロテスタント（P'ent'ay）に属している。
主要な換金作物はコーヒー豆で、日本を含む海外では同郡産のコーヒー豆が「イルガチェフェ・ナチュラル」などの名称で知られている。

## 参照項目
- エチオピアにおけるコーヒー生産